# 日月盜獵蝽
日月盜獵蝽（学名：Peirates arcuatus）为獵蝽科盜獵蝽屬下的一个种。